# Tour degli ABBA
Questa pagina contiene tutti i tour del gruppo  svedese ABBA. In Italia finora il gruppo non si è mai esibito.

## Tour Europeo '74-'75
Il Tour europeo del '74-'75 è il primo tour degli ABBA.
Dopo il grandissimo successo di Waterloo, con cui vinsero l'Eurovision Song Contest 1974, gli ABBA partirono per un tour internazionale che avrebbe toccato diverse città d'Europa. Erano previsti concerti anche in Svizzera, ma furono cancellati a causa della scarsa domanda di biglietti ed inoltre Agnetha Fältskog e suo marito Björn Ulvaeus, che avevano appena avuto una figlia, non desideravano stare troppo lontano da casa.

### La scaletta
1. Gonna Sing You My Lovesong
2. Hasta Mañana
3. He Is Your Brother
4. Hey, Hey Helen
5. Honey, Honey
6. (Intermezzo no. 1)
7. I've Been Waiting For You
8. King Kong Song
9. Rock'n'Roll Band
10. Rock Me
11. Sitting In The Palmtree
12. So Long
13. Watch Out
14. Waterloo

### Date concerti
| Data             | Città                | Stato     | Luogo                | persone ai concerti |
| Europa           | Europa               | Europa    | Europa               | Europa              |
| ---------------- | -------------------- | --------- | -------------------- | ------------------- |
| 17 novembre 1974 | Copenaghen           | Danimarca | Falkonercentret      | 23.000              |
| 18 novembre 1974 | Hannover             | Germania  | Kuppelsaal           | 100                 |
| 19 novembre 1974 | Monaco di Baviera    | Germania  | Deutsches Museum     | 1.000               |
| 21 novembre 1974 | Francoforte sul Meno | Germania  | Jahrhunderthalle     | 20.000              |
| 22 novembre 1974 | Berlino              | Germania  | Hochschule für Musik |                     |
| 23 novembre 1974 | Norimberga           | Germania  | Meistersinger        |                     |
| 24 novembre 1974 | Wels                 | Austria   | Jubiläumshalle       |                     |
| 25 novembre 1974 | Innsbruck            | Austria   | Kongresshaus         |                     |
| 27 novembre 1974 | Vienna               | Austria   | Wiener Stadthalle    | 16.000              |
| 29 novembre 1974 | Brema                | Germania  | Glocke               |                     |
| 30 novembre 1974 | Amburgo              | Germania  | Musikhalle           |                     |
| Scandinavia      |                      |           |                      |                     |
| 10 gennaio 1975  | Oslo                 | Norvegia  | Chateau Neuf         |                     |
| 11 gennaio 1975  | Stoccolma            | Svezia    | Konserthuset         | 10.000              |
| 12 gennaio 1975  | Lund                 | Svezia    | Olympen              | 5.000               |
| 17 gennaio 1975  | Copenaghen           | Danimarca | Tivolis Koncertsal   |                     |
| 18 gennaio 1975  | Göteborg             | Svezia    | Scandinavium         | 15.000              |
| 20 gennaio 1975  | Helsinki             | Finlandia | Finlandiatalo        | 70.000              |
| 22 gennaio 1975  | Umeå                 | Svezia    | Universum            | 60                  |

## Folkpark Tour '75
Il Folkpark Tour del '75 è il secondo tour degli ABBA.
Il tour segue l'uscita di ABBA, anche se è da considerarsi un mini-tour, infatti comprende 14 concerti tenutisi tutti in Svezia. Il Folkpark Tour ebbe un grande successo, esaurendo i biglietti per tutte le date. Questo tour era già stato progettato per essere fatto nel '74, ma venne rinviato in seguito alla vittoria all'Eurofestival.

### La scaletta
1. Hey, Hey Helen
2. He Is Your Brother
3. Hasta Mañana
4. Rock Me
5. S.O.S.
6. King Kong Song
7. Gonna Sing You My Lovesong
8. Sitting In The Palmtree
9. Intermezzo no. 1
10. Rock'n Roll Band (cantata da Frida)
11. I've Been Waiting For You
12. Honey, Honey
13. Waterloo
14. Watch Out
15. I Do, I Do, I Do, I Do, I Do
16. So Long

### Date concerti
| Data           | Città           | Stato  | Luogo                                     | persone ai concerti |
| -------------- | --------------- | ------ | ----------------------------------------- | ------------------- |
| 21 giugno 1975 | Skellefteå      | Svezia | Folkets Park                              | 100.000             |
| 22 giugno 1975 | Södra Sunderbyn | Svezia | Sunderby Lodge                            | 100                 |
| 25 giugno 1975 | Hudiksvall      | Svezia | Köpmanberget                              | 60.000              |
| 26 giugno 1975 | Björneborg      | Svezia | Folkets Park                              | 100.000             |
| 27 giugno 1975 | Borlänge        | Svezia | Folkets hus                               | 20                  |
| 28 giugno 1975 | Eskilstuna      | Svezia | Riksorganisationen Folkets Hus och Parker |                     |
| 30 giugno 1975 | Stoccolma       | Svezia | Gröna Lund                                |                     |
| 3 luglio 1975  | Malmö           | Svezia | Folkets Park                              |                     |
| 4 luglio 1975  | Storebro        | Svezia | Storebroparken                            |                     |
| 5 luglio 1975  | Kristianopel    | Svezia | Masten                                    |                     |
| 6 luglio 1975  | Göteborg        | Svezia | Liseberg                                  |                     |
| 7 luglio 1975  | Borgholm        | Svezia | Castello di Borgholm                      |                     |
| 8 luglio 1975  | Linköping       | Svezia | Folkets Park                              |                     |
| 9 luglio 1975  | Gamleby         | Svezia | Folkets Park                              |                     |

## Tour europeo ed australiano '77
Il 'Tour europeo ed australiano del '77, conosciuto anche come il Gold & White Tour, è il terzo tour degli ABBA.
Dopo due anni dall'ultimo tour internazionale gli ABBA ripartono per una serie di concerti in Europa ed in Australia. A differenza del tour precedente, le date non-scandinave andarono benissimo ed in Australia il gruppo era al centro delle attenzioni della stampa ed era seguito da una vera e propria isteria di massa che venne battezzata ABBAmania. A Melbourne il gruppo si affacciò dal balcone del municipio per salutare una folla entusiasta di persone

### La scaletta
1. Tiger
2. That's Me
3. Waterloo
4. SOS
5. Sitting in the Palmtree
6. Money, Money, Money
7. He Is Your Brother
8. I Do, I Do, I Do, I Do, I Do
9. Dum Dum Diddle
10. When I Kissed the Teacher
11. Knowing Me, Knowing You
12. Rock Me
13. I Am an A
14. I've Been Waiting for You
15. Mamma Mia
16. Fernando
17. Why Did It Have to Be Me
18. Intermezzo no. 1
19. The Girl with the Golden Hair
20. Thank You for the Music
  1. I Wonder (Departure)
  2. I'm a Marionette
  3. Get on the Carousel
21. So Long
22. Dancing Queen
23. Thank You for the Music (ripresa)

### Date concerti
| Data             | Città      | Stato       | Luogo                       |                 |
| Europa           | Europa     | Europa      | Europa                      |                 |
| ---------------- | ---------- | ----------- | --------------------------- | --------------- |
| 28 gennaio 1977  | Oslo       | Norvegia    | Ullevaal Stadion            | 28,000 / 28,000 |
| 29 gennaio 1977  | Göteborg   | Svezia      | Scandinavium                | 27,000 / 27,000 |
| 30 gennaio 1977  | Göteborg   | Svezia      | Scandinavium                | 27,000 / 27,000 |
| 31 gennaio 1977  | Copenaghen | Danimarca   | Parken Stadium              | 88,000 / 88,000 |
| 1º febbraio 1977 | Copenaghen | Danimarca   | Parken Stadium              | 88,000 / 88,000 |
| 2 febbraio 1977  | Berlino    | Germania    | Deutschlandhalle            |                 |
| 3 febbraio 1977  | Colonia    | Germania    | Sporthalle                  |                 |
| 4 febbraio 1977  | Amsterdam  | Paesi Bassi | Gerledome                   | 38,000 / 30,000 |
| 5 febbraio 1977  | Anversa    | Belgio      | Arena Hal                   |                 |
| 6 febbraio 1977  | Essen      | Germania    | Grugahalle                  |                 |
| 7 febbraio 1977  | Hannover   | Germania    | Eilenriedehalle             |                 |
| 8 febbraio 1977  | Amburgo    | Germania    | Congress Center             |                 |
| 10 febbraio 1977 | Birmingham | Regno Unito | Odeon                       |                 |
| 11 febbraio 1977 | Manchester | Regno Unito | Free Trade Hall             |                 |
| 12 febbraio 1977 | Glasgow    | Regno Unito | Apollo Theatre              | 6,500 / 5,000   |
| 14 febbraio 1977 | Londra     | Regno Unito | Royal Albert Hall           | 10,000 / 10,000 |
| Oceania          |            |             |                             |                 |
| 3 marzo 1977     | Sydney     | Australia   | Sydney Showground           | 900 / 3,000     |
| 4 marzo 1977     | Sydney     | Australia   | Sydney Showground           | 900 / 3,000     |
| 5 marzo 1977     | Melbourne  | Australia   | Sidney Myer Music Bowl      | 2,000 / 2,000   |
| 6 marzo 1977     | Melbourne  | Australia   | Sidney Myer Music Bowl      | 2,000 / 2,000   |
| 8 marzo 1977     | Adelaide   | Australia   | West Lakes Football Stadium | 50,000 / 50,000 |
| 10 marzo 1977    | Perth      | Australia   | Perth Entertainment Centre  | 22,000 / 22,000 |
| 12 marzo 1977    | Perth      | Australia   | Perth Entertainment Centre  | 22,000 / 22,000 |

### Formazione
- Ulf Andersson, sassofono
- Ola Brunkert, batteria
- Anders Eljas, tastiera
- Wojciech Ernest, tastiera
- Malando Gassama, percussioni
- Rutger Gunnarsson, basso
- Lars Karlsson, sassofono
- Finn Sjöberg, chitarra
- Lars Wellander, chitarra
- Lena Andersson, corista
- Lena-Maria Gårdenäs-Lawton, corista
- Maritza Horn, corista
- Francis Matthews, narratore di "The Girl With The Golden Hair"
- Claes af Geijerstam, ingegnere del suono

## Tour nordamericano ed europeo '79
Il Tour nordamericano ed europeo del '79 è il quarto tour del gruppo ABBA.
Partito il 13 settembre 1979 da Edmonton in Canada, il tour ha toccato il Nord America e l'Europa, concludendosi il 15 novembre 1979 a Dublino.
Il tour, iniziato dopo il successo dell'album Voulez-Vous, era composto da 41 date, 17 in Nordamerica e 24 in Europa. Il gruppo eseguì sei date di seguito alla Wembley Arena di Londra, dove venne filmato ed estratto il DVD ABBA in Concert.
Questo è stato il primo (ed ultimo) tour del gruppo in Nordamerica.
I colori principali dei costumi degli ABBA e della scenografia del palcoscenico erano il blu, il bianco ed il viola, usati per richiamare le origini scandinave del gruppo.

### La scaletta
1. Intro: Gammal fäbodpsalm
2. Voulez-Vous
3. If It Wasn't for the Nights
4. As Good as New
5. Knowing Me, Knowing You
6. Rock Me
7. One Man, One Woman
8. Not Bad at All (Tomas Ledin)
9. Chiquitita
10. Money, Money, Money
11. I Have a Dream
12. Gimme! Gimme! Gimme! (A Man After Midnight)
13. SOS
14. Fernando
15. The Name of the Game
16. Eagle
17. Thank You for the Music
18. Why Did It Have to Be Me
19. Intermezzo no. 1
20. I'm Still Alive
21. Summer Night City
22. Take a Chance on Me
23. Does Your Mother Know?
24. Hole in Your Soul
25. The Way Old Friends Do
26. Dancing Queen
27. Waterloo

### Le date
| Data              | Città             | Stato        | Luogo                       | persone ai concerti |
| Nord America      | Nord America      | Nord America | Nord America                |                     |
| ----------------- | ----------------- | ------------ | --------------------------- | ------------------- |
| 13 settembre 1979 | Edmonton          | Canada       | Edmonton Sports Arena       | 16.000              |
| 15 settembre 1979 | Vancouver         | Canada       | Pacific National Exhibition | 9.000               |
| 17 settembre 1979 | Seattle           | Stati Uniti  | Seattle Arena               |                     |
| 18 settembre 1979 | Portland          | Stati Uniti  | Portland Opera House        |                     |
| 19 settembre 1979 | Concord           | Stati Uniti  | Concord Pavillion           |                     |
| 21 settembre 1979 | Los Angeles       | Stati Uniti  | Anaheim Convention Center   | 9.000               |
| 22 settembre 1979 | San Diego         | Stati Uniti  | San Diego Sports Arena      | 14.000              |
| 23 settembre 1979 | Phoenix           | Stati Uniti  | The Activity Center         |                     |
| 24 settembre 1979 | Las Vegas         | Stati Uniti  | Hotel Aladdin               |                     |
| 26 settembre 1979 | Omaha             | Stati Uniti  | Civic Auditorium            |                     |
| 27 settembre 1979 | Minneapolis       | Stati Uniti  | Civic Center                |                     |
| 29 settembre 1979 | Milwaukee         | Stati Uniti  | Auditorium                  |                     |
| 30 settembre 1979 | Chicago           | Stati Uniti  | Auditorium Theatre          |                     |
| 2 ottobre 1979    | New York          | Stati Uniti  | Radio City Music Hall       | 6.000               |
| 3 ottobre 1979    | Boston            | Stati Uniti  | Music Hall                  |                     |
| 6 ottobre 1979    | Montréal          | Canada       | Forum                       | 18.000              |
| 7 ottobre 1979    | Toronto           | Canada       | Maple Leaf Gardens          | 15.000              |
| Europa            |                   |              |                             |                     |
| 19 ottobre 1979   | Göteborg          | Svezia       | Scandinavium                |                     |
| 20 ottobre 1979   | Stoccolma         | Svezia       | Isstadion                   | 8.000               |
| 21 ottobre 1979   | Copenaghen        | Danimarca    | Falkonerteatret             |                     |
| 23 ottobre 1979   | Parigi            | Francia      | Pavilion de Paris           |                     |
| 24 ottobre 1979   | Rotterdam         | Paesi Bassi  | Sportpaleis Ahoy            | 10,000              |
| 25 ottobre 1979   | Dortmund          | Germania     | Westfalenhallen             | 14.000              |
| 27 ottobre 1979   | Monaco di Baviera | Germania     | Olympiahalle                | 15.000              |
| 28 ottobre 1979   | Zurigo            | Svizzera     | Hallenstadion               | 11.000              |
| 29 ottobre 1979   | Vienna            | Austria      | Stadthalle                  |                     |
| 30 ottobre 1979   | Stoccarda         | Germania     | Sporthalle Böblingen        |                     |
| 1º novembre 1979  | Brema             | Germania     | Stadthalle                  |                     |
| 2 novembre 1979   | Francoforte       | Germania     | Festhalle                   |                     |
| 3 novembre 1979   | Bruxelles         | Belgio       | Forest National             | 50.000              |
| 4 novembre 1979   | Londra            | Regno Unito  | Wembley Arena               | 84,000              |
| 5 novembre 1979   | Londra            | Regno Unito  | Wembley Arena               | 84,000              |
| 6 novembre 1979   | Londra            | Regno Unito  | Wembley Arena               | 84,000              |
| 7 novembre 1979   | Londra            | Regno Unito  | Wembley Arena               | 84,000              |
| 8 novembre 1979   | Londra            | Regno Unito  | Wembley Arena               | 84,000              |
| 9 novembre 1979   | Londra            | Regno Unito  | Wembley Arena               | 84,000              |
| 10 novembre 1979  | Londra            | Regno Unito  | Wembley Arena               | 84,000              |
| 11 novembre 1979  | Stafford          | Regno Unito  | Bingley Hall                |                     |
| 12 novembre 1979  | Stafford          | Regno Unito  | Bingley Hall                |                     |
| 13 novembre 1979  | Glasgow           | Regno Unito  | Apollo Theatre              |                     |
| 15 novembre 1979  | Dublino           | Irlanda      | R.D.S. Main Hall            |                     |

### Formazione
- Ola Brunkert, batteria
- Anders Eljas, tastiera
- Rutger Gunnarsson, basso
- Mats Ronander, chitarra
- Åke Sundqvist, percussioni
- Lars Wellander, chitarra
- Tomas Ledin, corista
- Birgitta Wollgård, corista
- Liza Öhman, corista
- Claes af Geijerstam, ingegnere del suono

## Tour giapponese '80
Il Tour giapponese '80 è il quinto ed ultimo tour degli ABBA.
Dopo il tour che li ha portati in Nordamerica ed in Europa il gruppo prende un periodo di pausa durante la cominciano le registrazione dell'album Super Trouper. Nel marzo del 1980 s'imbarcano per un tour di tre settimane in Giappone, modificando leggermente la scaletta (da cui vengono eliminate One Man, One Woman e Waterloo) per adattarla al Paese. Questo è stato l'ultimo tour degli ABBA.

### La scaletta
- Intro: Gammal fäbodpsalm

1. Voulez Vous
2. If It Wasn't for the Nights
3. As Good as New
4. Knowing Me, Knowing You
5. Rock Me
6. Not Bad at All (Tomas Ledin)
7. Chiquitita
8. Money, Money, Money
9. I Have a Dream (ultimo verso cantato in giapponese)
10. Gimme! Gimme! Gimme! (A Man After Midnight)
11. SOS
12. Fernando
13. The Name of the Game
14. Eagle
15. Thank You for the Music
16. Why Did It Have to Be Me
17. Intermezzo no. 1
18. I'm Still Alive
19. Summer Night City
20. Take a Chance on Me
21. Does Your Mother Know?
22. Hole In Your Soul
23. The Way Old Friends Do
24. Dancing Queen

### Date concerti
| Data          | Città    | Stato    | Luogo               | persone ai concerti |
| Asia          | Asia     | Asia     | Asia                |                     |
| ------------- | -------- | -------- | ------------------- | ------------------- |
| 12 marzo 1980 | Tokyo    | Giappone | Nippon Budokan      | 28.000              |
| 13 marzo 1980 | Tokyo    | Giappone | Nippon Budokan      | 28.000              |
| 14 marzo 1980 | Kōriyama | Giappone | Sogo Taiikukan      | 14.000              |
| 17 marzo 1980 | Tokyo    | Giappone | Nippon Budokan      | 50.000              |
| 18 marzo 1980 | Tokyo    | Giappone | Nippon Budokan      | 50.000              |
| 20 marzo 1980 | Fukuoka  | Giappone | Kyu Den Taiikukan   | 20.000              |
| 21 marzo 1980 | Osaka    | Giappone | Festival Hall       | 100.000             |
| 22 marzo 1980 | Osaka    | Giappone | Festival Hall       | 100.000             |
| 24 marzo 1980 | Nagoya   | Giappone | Aichi-ken Taiikukan | 47.759              |
| 26 marzo 1980 | Tokyo    | Giappone | Nippon Budokan      | 50.000              |
| 27 marzo 1980 | Tokyo    | Giappone | Nippon Budokan      | 50.000              |

### Formazione
- Ola Brunkert, batteria
- Anders Eljas, tastiera
- Rutger Gunnarsson, basso
- Mats Ronander, chitarra
- Åke Sundqvist, percussioni
- Lars Wellander, chitarra
- Tomas Ledin, corista
- Birgitta Wollgård, corista
- Liza Öhman, corista
- Claes af Geijerstam, ingegnere del suono